# (18770) Yingqiuqilei
(18770) Yingqiuqilei (1999 JN25) – planetoida z grupy pasa głównego asteroid okrążająca Słońce w ciągu 3,28 lat w średniej odległości 2,2 j.a. Odkryta 10 maja 1999 roku.